# اعترافات (فیلم)
اعترافات (به ژاپنی: 告白 یا Kokuhaku) فیلمی ژاپنی در ژانر درام دلهره‌آور و به نویسندگی و کارگردانی تتسویا ناکاشیما است که براساس رمانی به همین نام اثر میناتو کانائه در سال ۲۰۱۰ تولید شده‌است. فیلم با واکنش‌های مثبتی از سوی منتقدان همراه بود و یک موفقیت تجاری محسوب می‌شد. اعترافات برنده سی و چهارمین جایزه آکادمی فیلم ژاپن و پنجاه و سومین جایزه روبان آبی شد.

## داستان
داستان فیلم در مورد یک مادر است که با یک نقشه پیچیده و بی‌نقص در پی انتقام‌گیری از نوجوانانی است که باعث مرگ دختر خردسالش بوده‌اند.

## بازیگران
| نام بازیگر      | شخصیت           |
| --------------- | --------------- |
| تاکاکو ماتسو    | یوکو موریگوچی   |
| ماساکی اوکادا   | یوشیترو ترادا   |
| یوشینو کیمورا   | مادر نائوکی     |
| مانا آشیدا      | مانامی موریگوچی |
| یوکیتو نیشی     | شویا واتانابه   |
| کائورو فوجیوارا | نائوکی شیمومورا |
| آی هاشیموتو     | میزوکی کیتاهارا |